# 10029 Hiramperkins
10029 Hiramperkins eller 1981 QF är en asteroid i huvudbältet som upptäcktes den 30 augusti 1981 av den amerikanske astronomen Edward L.G. Bowell vid Anderson Mesa Station. Den är uppkallad efter Hiram Perkins.